# Виктория (Румыния)

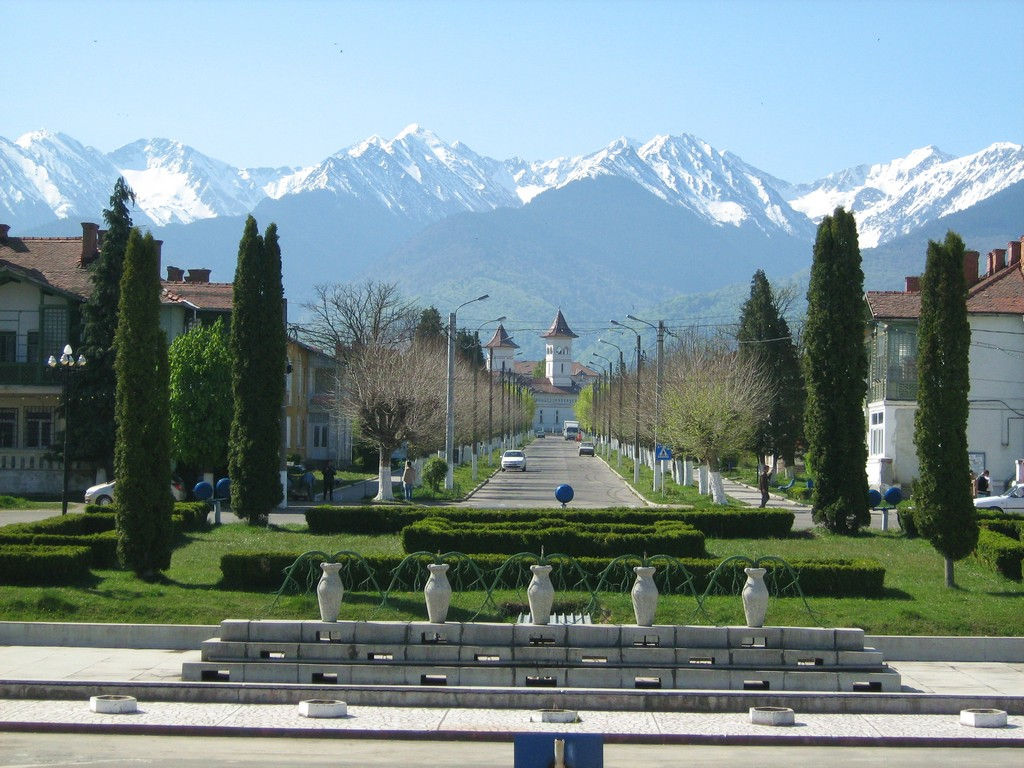

Виктория (рум. Victoria, венг. Viktóriaváros, нем. Viktoriastadt) — город в Румынии.

## География
Город Виктория расположен в самом центре Румынии, на крайнем западе уезда Брашов, в Трансильвании. Город лежит у подножия хребта Фэгэраш в Карпатах, и юго-западнее города Фэгэраш. Город был основан в 1948 году как один из индустриальных центров Трансильвании. Крупнейшим работодателем в Виктории является химический концерн S.C. VIROMET S.A. 
В городе работает Высшая специализированная школа, готовящая специалистов различных профессий.

## Города-партнёры
- Шевильи-Ларю
- Доорн
- Лариано